# Top Hat (film)
Top Hat är en amerikansk screwballkomedi och musikalfilm från 1935 i regi av Mark Sandrich. I huvudrollerna ses Fred Astaire, Ginger Rogers, Lucille Ball och Edward Everett Horton. Filmen hade premiär i USA 29 augusti 1935 och svensk premiär den 31 januari 1936. Filmen placerade sig på femtonde plats på listan AFI's Greatest Movie Musicals.
De flesta av skådespelarna medverkar även i filmen Continental från 1934, precis som i den spelar Fred Astaire en dansare som blir kär i en söt flicka som spelas av Ginger Rogers. 
Top Hat räknas som en klassiker inom genren musikalfilmer.

## Rollista i urval
- Fred Astaire - Jerry Travers
- Ginger Rogers - Dale Tremont
- Edward Everett Horton - Horace Hardwick
- Erik Rhodes - Alberto Beddini
- Helen Broderick - Madge Hardwick
- Eric Blore - Bates
- Lucille Ball - expedit i blomsteraffär
- Gino Corrado - chef på Venice hotel
- Leonard Mudie - blomsterförsäljare
- Dennis O'Keefe - hisspassagerare / dansare
- Tom Ricketts - nervös servitör på Thackeray Club

## Sånger i filmen i urval
- "No Strings (I'm Fancy Free)", text och musik: Irving Berlin, sjungs av: Fred Astaire
- "Isn't This a Lovely Day (to Be Caught in the Rain)?", text och musik: Irving Berlin, sjungs av: Fred Astaire
- "Top Hat, White Tie and Tails", text och musik: Irving Berlin, sjungs av: Fred Astaire
- "Cheek to Cheek", text och musik: Irving Berlin, sjungs av: Fred Astaire
- "The Piccolino", text och musik: Irving Berlin, sjungs av: Ginger Rogers & kör